# 南アフリカ国鉄8M形電車
南アフリカ国鉄8M形電車（みなみアフリカこくてつ8Mがたでんしゃ）（Class 8M）は、南アフリカ国鉄が導入し、2019年の時点でメトロレールが所有している通勤電車である。この項目では試作車である6M形（Class 6M）、7M形（Class 7M）および計画のみに終わった9M形（Class 9M）についても解説する。

## 6M形・7M形

### 導入までの経緯
南アフリカ国鉄の電化路線には1950年代以降5M2形電車が継続的に導入され通勤・近郊路線に用いられていたが、1980年代に入り老朽化した初期車両の置き換えが課題となった。そこで、5M2形に用いられていた抵抗制御よりも消費電力が節約可能な最新技術であるサイリスタチョッパ制御を用いた車両を海外から輸入する事となった。その試作車両として1983年に導入されたのが6M形電車と7M形電車である。

### 6M形
日本の日立製作所で12両が製造された電車。編成は3両編成（2M1T）を基本とし、最大3編成まで連結可能である。前面は向かって左側に運転台、右側に路線番号表示灯を設けた左右非対称構造で、車体は日立製作所内で開発された軽量ステンレス構体を用い、UIC規定の車端圧縮荷重200tに耐える事ができる構造となっている。車体長は従来の5M2形電車より4m長くなり定員数が増加した他、車内には全自動の換気暖房装置が設置されており、快適性が向上している。
制御装置に使用するチョッパ制御装置はM6形が用いられる南アフリカ国鉄の電圧（直流3,000 V）に適したものが独自に開発されており、各電動車に4台搭載されている定格出力245kwの主電動機を8台制御する事が出来る。また運転台からの制御指令として周波数変調波を用いた連続指令が使用され、完全なステップレス指令が実現している。
導入後は6M形電車（12両編成、8M4T）と5M2形電車14両編成（4M10T）との比較実験が行われ、定員数や車両長は増加しながらも5M2形と比べて消費電力や維持費の減少が実証され、消費エネルギー量も28.4％削減可能である事が確認された。

### 7M形
ドイツのシーメンスで12両が製造された電車。基本的な車体構造は6M形と同様だが編成は4両編成（2M2T）で、6M形に存在した列車番号表示灯右側にある小窓が存在しないなどの差異がある。
チョッパ制御装置には機器から発される信号などを記録し故障を監視するモニタリングシステムが搭載されている他構成部品の数を減らし、製造費用や信頼性を向上させている。各電動車に4台搭載されている電動機の出力は290kwである。

## 8M形
6M形と7M形の試験結果を受け、南アフリカ国鉄は1985年に日本の総合商社である日商岩井へサイリスタチョッパ制御を用いた通勤電車を発注した。それを受け、南アフリカの企業であるドルビル（Dorbyl）（車体、台車）と日立製作所（電気機器）によって製造された車両が8M形電車である。車体・台車と性能は6M形電車と同様であるが、編成は7M形電車と同様の4両編成（2M2T）で、制御装置を含めた電気機器はメンテナンスの省力化が図られている。
1987年から1992年にかけて96両（4両編成24本）が製造され、ケープタウンを中心とした路線で運用に就いている。2003年以降は信頼性の向上や消費エネルギーの削減、車両の延命化のため制御装置をIGBT素子を用いたVVVF制御装置へ交換する更新工事が行わることとなった。
2019年現在、本形式は2編成が稼働しており、主にケープタウン中央線で運用され、"uSilver"という愛称で親しまれている。

## 9M形
1997年から製造が予定されていた形式。8M形とほぼ同型の車両となる予定であったが、南アフリカの経済低迷による製造費用削減のため5M2形を改良する更新工事を優先的に行う事が決定したため実現する事はなかった。

## 参考資料
- J.B.Quail (1985-5). “The development of electric mass passengertransport in South Africa”. Elektron 5 (2):  3-9 2019年6月2日閲覧。.